# 松岡ミユキ
松岡 ミユキ（まつおか ミユキ、1963年3月4日 - ）は、日本の女優、声優。東京都立川市出身。以前は、松岡 美幸や松岡 みゆきの名前で活動していた。

## 略歴
幼い頃、歌舞伎役者の祖父に憧れて、役者になりたかったという。中学1年生の頃は宝塚歌劇団の娘役でソプラノで歌ってみたかったという。
高校時代は演劇部に所属していた。
劇団四季を経て、1982年に劇団青年座に入団。
初井言榮に付き、演劇の現場での基礎を学んだ。
現在、声優業は引退している。

## 人物
特技はピアノ、バレエ、ジャズダンス。

## 後任
松岡の引退後、持ち役を引き継いだ人物は以下の通り。
| 後任       | 役名           | 概要作品               | 後任の初担当作品                   |
| ---------- | -------------- | ---------------------- | ---------------------------------- |
| 岩居由希子 | ファ・ユイリィ | 『機動戦士Ζガンダム』  | 『SDガンダム GGENERATION-F』       |
| 本多陽子   | プルクローン   | 『機動戦士ガンダムΖΖ』 | 『SDガンダム GGENERATION GENESIS』 |

## 出演
太字はメインキャラクター。

### テレビアニメ
1985年
- 機動戦士Ζガンダム（1985年 - 1986年、ファ・ユイリィ）

1986年
- 機動戦士ガンダムΖΖ（1986年 - 1987年、ファ・ユイリィ）

1987年
- シティーハンター（吹雪菊之介）

1989年
- おぼっちゃまくん（サマラ）

1990年
- 魔神英雄伝ワタル2（アノネ）

1991年
- おにいさまへ…（バンパネラ）

1992年
- コボちゃん（吉田先生）
- ファンタジーアドベンチャー 長靴をはいた猫の冒険（オディール）
- 見ると強くなる 痛快!横綱アニメ ああ播磨灘（雪子）

1994年
- コボちゃんスペシャル 祭りがいっぱい!（吉田先生）

### 劇場アニメ
- 殺人切符はハート色（1990年、流星子[1]）
- 3丁目のタマ おねがい!モモちゃんを捜して!!（1993年、ゴン[1]）

### OVA
- 機動戦士SDガンダム（1988年、ファ）
- 新カラテ地獄変（1990年、ロミー）
- おにいさまへ…（1992年、バンパネラ）

### ゲーム
- スーパーロボット大戦シリーズ（1997年 - 2006年、ファ・ユイリィ） - 9作品[一覧 1]
- サンライズ英雄譚2（2001年、ファ・ユイリィ）

### ラジオ
- NHK-FMラジオ「ボイスセレクション」（パーソナリティー、月 - 金）
- ネットラジオ「WINDY Net Radio」（パーソナリティー）
- ネットラジオ「湘南南いいものみっけ」（パーソナリティー）

### 吹き替え
- ER緊急救命室（サラ・ラングワージ）
- 恐竜家族（オーブリーの母）
- フルハウス（ドナ）
- 愉快なシーバー家（チョウザメ）
- ベイウォッチ
- 悲劇の大統領リンカーン
- 探偵レミントン・スティール
- グレイス・オブ・マイ・ハート（シェリル・スティード〈パッツィ・ケンジット〉）
- 青春!カリブ海（シェリル[1]）
- ポリス・ストーリー3（メイ）
- セクシー・バンパイア 真紅に濡れた牙
- フォーエバー・フレンズ
- 狙われた女スパイ 地獄の逃避行
- ストーミー・マンデイ
- アウト・フォー・ジャスティス
- ヘブンリー・キッド
- 新アウターリミッツ（女〈レベッカ・デモーネイ〉）
- 新スタートレック（ジェナ・ドゥソラ）
- エマニエル夫人
- ワイアット・アープ ※テレビ東京版
- アウト・フォー・ジャスティス
- 張り込みプラス
- ギルバート・グレイプ（エミー・グレイプ）
- 対決スペルバインダー（ドクター・リム）

### テレビドラマ
- 夜の探偵（1990年）
- 世にも奇妙な物語（1991年）
- ボクの町医者修行（1995年）
- 盲人探偵・松永礼太郎「時効」（1997年）

### ラジオドラマ
- モグラたちの夢ゲリラ（エフエム東京、1988年6月30日） - アズマ3

### シリーズ一覧
1. ↑  『F』（1997年）、『F完結編』（1998年）、『α』（2000年）、『α for Dreamcast』（2001年）、『IMPACT』（2002年）、『第2次α』（2003年）、『GC』（2004年）、『第3次α』（2005年）、『XO』（2006年）